# ラドネヴォ
ラドネヴォ（ブルガリア語: Ра̀днево, ラテン文字転写: Radnevo）は、ブルガリア南部のスタラ・ザゴラ州にある町。トラキア低地の東部に位置する。同名のラドネヴォ市の行政の中心地で、人口は1万3384人（2009年12月）。
市東部のマリツァ・イズトク第二火力発電所は、ブルガリア国内のみならず欧州連合 (EU) 全域で、健康や環境に最も悪影響のある産業施設とされている。
南極のリヴィングストン島にあるラドネヴォ峰は、この町の名前に由来する。

## ゆかりの人物
- ディミタル・ドラギエフ（1869年 - 1943年） 政治家
- ゲオ・ミレフ（1895年 - 1925年） 詩人
- アンドレイ・ジェリャズコフ（1952年 - ） サッカー選手